# Занин, Дмитрий Владимирович
Дмитрий Владимирович Занин (род. 3 ноября 1988) — российский телевизионный журналист. Сотрудник телеканала «Матч ТВ».

## Биография
Родился в Красноярске 3 ноября 1988 года. Детство провёл в Красноярском кадетском корпусе. Учась ещё на первом курсе университета, начал работать корреспондентом на молодёжной передаче Красноярского телевидения.
26 июля 2021 года прокомментировал чемпионское выступление Артура Далалояна, Дениса Аблязина, Давида Белявского и Никиты Нагорного в командном многоборье на Олимпийских играх в Токио
В 2021 году стал одним из участников анимационного сериала «Спорт Тоша», озвучив роль птички-комментатора колибри.

## Награды
Получил в 2018 году был номинирован на премию «ТЭФИ» в номинации «Репортёр/оператор репортажа» за специальный репортаж «Мундиаль. Наши соперники. Саудовская Аравия». В 2019 выиграл «ТЭФИ» в номинации «Репортёр/оператор репортажа» за ТВ шоу Чемпионат Мира LIVE.
25 февраля 2021 премия Sport Business Awards в номинации «Спортивный журналист года».